# Sara Parise
Sara Parise (Bolzano, 19 gennaio 1982) è un'ex nuotatrice italiana.

## Carriera
Nata a Bolzano, ma cresciuta nella vicina Vadena, Sara Parise ha iniziato la sua attività agonistica con la società SSV Leifers di Laives. Ha poi gareggiato per le Fiamme Gialle.
Nel suo palmarès figurano due medaglie d'argento ai campionati europei di nuoto 2000 ad Helsinki, nelle due staffette 4x100 e 4x200 stile libero.
Ha partecipato alle Olimpiadi di Sydney 2000 (nelle due staffette e nei 200 m individuali stile libero) ed Atene 2004 (nelle due staffette).
Oltre ad aver collezionato molti titoli italiani, è stata primatista italiana in diverse specialità. Tra gli altri primati, è stata la prima donna italiana, nel 2001, a scendere sotto il minuto nei 100 m farfalla.

## Palmarès
| Giochi olimpici         | 200 st. libero            | 100 m farfalla            | 200 m misti                  | 4 x 100 m st. libero              | 4 x 200 m st. libero               |
| 2000 Sydney Australia   | 10ª in semifinale 2'00"07 | ---                       | ---                          | 8ª - 3'44"49 frazione: 55"88      | 7ª - 8'04"68 frazione: 2'00"55     |
| 2004 Atene Grecia       | ---                       | ---                       | ---                          | 10ª - 3'44"88 frazione: 57"38     | 14ª - 8'15"30 frazione: 2'03"69    |
| Campionati del mondo    | 100 m farfalla            | 200 m misti               | 4 x 100 m st. libero         | 4 x 200 m st. libero              | 4 x 100 m mista                    |
| 2001 Fukuoka Giappone   | 17ª in batteria 1'01"24   | ---                       | 8ª - 3'44"67 frazione: 56"06 | 6ª - 8'08"56 frazione: 2'01"76    | 13ª - 4'11"53 frazione: 1'00"70    |
| 2003 Barcellona Spagna  | ---                       | 16ª in semifinale 2'16"75 | 8ª - 3'48"18 frazione: 57"35 | 13ª - 8'13"18 frazione: 2'03"59   | ---                                |
| Campionati europei      | 200 st. libero            | 100 m farfalla            | 200 m misti                  | 4 x 100 m st. libero              | 4 x 200 m st. libero               |
| 1999 Istanbul Turchia   | 14ª in semifinale "       | ---                       | ---                          | 6ª - 3'49"10 57"86                | ---                                |
| 2000 Helsinki Finlandia | 7ª 2'02"19                | ---                       | ---                          | Argento: 3'45"31 frazione: 56"19  | Argento: 8'08"14 frazione: 2'01"19 |
| 2002 Berlino Germania   | ---                       | elim. in batteria 1'01"08 | 10ª in semifinale 2'17"47    | squalificata (6ª) frazione: 56"98 | squalificata frazione: 2'02"20     |
| 2004 Madrid Spagna      | ---                       | ---                       | 10ª in semifinale 2'17"66    | 5ª nuota in batteria              | 7ª - 8'15"60 frazione: 2'00"05     |
| Europei in vasca corta  | 200 m st. libero          | 100 m misti               | 200 m misti                  | ---                               | ---                                |
| 2003 Dublino Irlanda    | 24ª in batteria 2'00"11   | 4ª 1'01"61                | 9ª in batteria 2'14"72       | ---                               | ---                                |
| Europei giovanili       | 200 m st. libero          | ---                       | ---                          | 4 x 100 m st. libero              | ---                                |
| 1998 Anversa Belgio     | Argento 2'02"33           | ---                       | ---                          | Bronzo: 3'51"62 :                 | ---                                |

### Campionati italiani
18 titoli individuali, così ripartiti:
- 7 nei 200 m stile libero
- 1 nei 50 m farfalla
- 3 nei 100 m farfalla
- 3 nei 100 misti
- 4 nei 200 m misti

nd = non disputata
| Anno | Edizione    | st. libero 100 m | st. libero 200 m | st. libero 400 m | farfalla 50 m | farfalla 100 m | misti 100 m | misti 200 m |
| ---- | ----------- | ---------------- | ---------------- | ---------------- | ------------- | -------------- | ----------- | ----------- |
| 1998 | Primaverili | -                | 1                | -                | nd            | -              | nd          | -           |
| 1998 | Estivi      | -                | 2                | -                | nd            | -              | nd          | -           |
| 1999 | Primaverili | -                | 1                | -                | -             | -              | nd          | -           |
| 1999 | Estivi      | -                | 2                | 3                | -             | -              | nd          | -           |
| 2000 | Primaverili | -                | 2                | -                | -             | -              | nd          | -           |
| 2000 | Estivi      | 3                | 1                | -                | -             | -              | nd          | -           |
| 2001 | Primaverili | 3                | 1                | -                | -             | 1              | nd          | -           |
| 2001 | Estivi      | 2                | 2                | -                | -             | -              | nd          | -           |
| 2001 | Invernali   | -                | 1                | -                | 1             | 1              | 2           | 1           |
| 2002 | Primaverili | -                | 1                | -                | -             | 1              | nd          | -           |
| 2002 | Invernali   | -                | 1                | -                | -             | 2              | 1           | 1           |
| 2003 | Primaverili | -                | -                | -                | -             | -              | nd          | 2           |
| 2003 | Invernali   | -                | -                | -                | -             | -              | 1           | 1           |
| 2004 | Primaverili | -                | -                | -                | -             | -              | nd          | 2           |
| 2004 | Invernali   | -                | -                | -                | -             | -              | 1           | 1           |
| 2005 | Primaverili | -                | -                | -                | -             | -              | nd          | 2           |